# Roche (Zwitserland)
Roche is een gemeente en plaats in het Zwitserse kanton Vaud, en maakt deel uit van het district Aigle.
Roche telt 894 inwoners. In Roche is het Zwitsers orgelmuseum gevestigd.